# Софтверски пакет
Софтверски пакет (такође познат као пакет апликација) је колекција рачунарских програма (апликативни софтвер или софтвер за програмирање) сродне функционалности, који деле сличан кориснички интерфејс и могућност једноставне размене података међусобно.

## Карактеристике
Предности
- Јефтиније од куповине појединачних пакета [2]
- Идентични или веома сличан графичком интерфејсу
- Дизајниран за међусобно повезивање
- Помаже криву учења корисника

Недостаци
- Корисник не користи увек све купљене функције[2]
- Заузима значајну количину простора на диску (надувавање), у поређењу са куповином само потребних пакета
- Захтева напор да се пакети користе заједно

## Врсте
- Канцеларијски пакети, као што је Microsoft Office[1]
- Графички пакет, као што је Adobe Creative Cloud
- ИДЕ, као што су Eclipse и Visual Studio